# 두원역
두원역(杜院驛)은 경상북도 김천시 어모면에 위치한 경북선의 철도역이었다.
2006년 6월 23일에 폐역이 되어, 모든 열차가 무정차 통과한다. 현재 폐역이나, 이설로 인한 폐역조치가 아니므로 경북선의 본선 상에 존재한다.

## 연혁
- 1955년 8월 1일 : 무배치간이역으로 개업[1]
- 1966년 6월 21일 : 배치간이역으로 변경[2]
- 1972년 7월 20일 : 배치간이역에서 무배치간이역으로 변경[3]
- 1973년 11월 21일 : 역사신축 준공
- 1973년 12월 1일 : 보통역으로 승격[4]
- 1977년 5월 16일 : 수소화물 취급중지[5]
- 1997년 6월 1일 : 배치간이역으로 격하[6]
- 2004년 4월 1일 : 여객취급 중지
- 2004년 12월 10일 : 무배치간이역으로 격하[7]
- 2005년 3월 25일 : 무인역으로 지정
- 2006년 6월 23일 : 폐역[8]